# Cyrus Lakdawala
Cyrus Lakdawala (* 10. Oktober 1960 in Bombay) ist ein amerikanischer Schachspieler, -lehrer und -autor. Er wurde in Indien geboren, wuchs jedoch in Montreal auf und lebt seit dem Ende der 1970er Jahre in San Diego. Den Titel eines FIDE-Meisters erlangte er 1986, seit 2002 ist er Internationaler Meister.
Zu seinen Turniererfolgen zählen unter anderem der Sieg 1987 gemeinsam mit vier anderen Spielern beim National Open sowie 1998 beim American Open zusammen mit Pavel Blatný. Darüber hinaus belegte er beim Lina Grumette Memorial Day Classic zweimal den geteilten ersten Platz, 1998 gemeinsam mit zwei anderen Spielern und 1999 zusammen mit Sergey Kudrin. In den Jahren 1994, 1997, 1998, 2000 und 2005 gewann er außerdem die Meisterschaft der Southern California Chess Federation.
Cyrus Lakdawala hat mehr als 20 Schachbücher verfasst und zählt damit zu den aktivsten Schachautoren der Gegenwart. Sein Schaffen umfasst insbesondere Werke zu verschiedenen Eröffnungen sowie kommentierte Partiensammlungen bekannter Schachspieler. Die meisten seiner Bücher, von denen teilweise auch deutsche und spanische Übersetzungen erschienen sind, wurden in der Reihe Move by Move des englischen Verlags Everyman Chess veröffentlicht.

## Werke (Auswahl)
- Play the London System. London 2010 (deutsche Ausgabe: Geheimwaffe Londoner System, 2011)
- A Ferocious Opening Repertoire. London 2011
- The Slav: Move by Move. London 2011 (spanische Ausgabe: Ajedrez jugada a jugada: La defensa eslava, 2013)
- The Caro-Kann: Move by Move. London 2012 (spanische Ausgabe: Ajedrez jugada a jugada: La defensa Caro-Kann, 2013)
- Capablanca: Move by Move. London 2012
- The Scandinavian: Move by Move. London 2013
- Botvinnik: Move by Move. London 2013
- The Classical French: Move by Move. London 2014
- Korchnoi: Move by Move. London 2014
- The Alekhine Defence: Move by Move. London 2014
- How Ulf Beats Black: Ulf Andersson's Bulletproof Strategic Repertoire for White. Alkmaar 2018
- Winning ugly in chess. Alkmaar 2019